# Сад Декабристов (Санкт-Петербург)
Сад Декабристов — сад на острове Декабристов в Василеостровском районе Санкт-Петербурга

## История
Сад Декабристов сформировался вокруг стелы на предполагаемом месте захоронения пятерых декабристов, установленной от имени Василеостровского райисполкома в 1926 году. Основания для определения этой территории в качестве места, где были похоронены декабристы, неясны. Утверждается, что в XIX веке на пустынном берегу Малой Невы погребали самоубийц, а в 1917 году здесь была обнаружена могила военного XIX века. При своём создании стела находилась в Голодаевском переулке, а между памятником и Малой Невой располагался пустырь.
На первом послевоенном плане города, составленном в 1947 году, бывший Голодаевский переулок был обозначен как переулок Декабристов, а на примыкающей к нему территории появилась надпись «Могила декабристов». Сад был создан после начала массового намыва территорий на западе Василеостровского района в 1957 году.

## Современное состояние
В 2011 году была проведена крупная реконструкция сада Декабристов, в ходе которой были частично вырублены старые деревья и кустарники, а также посажены новые, переделаны дорожки, разбиты клумбы и цветники, проведены работы по уходу за стелой памяти декабристов. В настоящее время используется как место для прогулок местных жителей и незаконного выгула собак. Здесь также проводятся мероприятия муниципального округа «Остров Декабристов», в частности, ежегодный «Парад колясок».